# باعث الجحيم III: الجحيم على الأرض (فلم)
باعث الجحيم III: الجحيم على الأرض (بالإنجليزية: Hellraiser III: Hell on Earth) هو فيلم رعب تم إنتاجه في الولايات المتحدة وصدر سنة 1992 بطولة دوغ برادلي وهو الجزء الثالث من سلسة أفلام الرعب «باعث الجحيم».

## القصة
صحفي يقوم بالتحقيق في موضوع الكائن الإسطوري «بينهاد».

## الميزانية والإيرادات
حقق الفيلم أرباح تقدر بـ 12 مليون دولار.

## وصلات خارجية
مقالات تستعمل روابط فنية بلا صلة مع ويكي بيانات